# Franco Belge de Fabrication de Combustible
Franco Belge de Fabrication de Combustible (FBFC) ist eine Tochtergesellschaft von Areva NP, wiederum Tochterunternehmen des französischen Nuklearkonzerns Areva.
Das Unternehmen stellt Brennelemente für Druckwasserreaktoren (DWR) her und betreibt Fabriken an den Standorten Romans-sur-Isère (Frankreich) und Dessel (Belgien). Die Produktion basiert auf angereichertem Uran (UO2), sowie auf angereichertem wiederaufbereitetem Uran. Die Fabrik in Pierrelatte (Frankreich) wurde 1998 stillgelegt und anschließend weitgehend demontiert, sie stellt nun nur noch unbefüllte Brennstabhüllen bzw. Brennstabbündel her.
In der Anlage in Romans-sur-Isère, wo UO2-Pulver und Pellets, sowie Zubehör für Reaktordruckbehälter hergestellt werden, wurde am 17. Juli 2008 eine Leckage festgestellt, durch welche in der Vergangenheit seit unbekannter Zeit uranhaltige Flüssigkeit in die Kanalisation austrat.